# Елеазар Хараш
Петко Йорданов Йорданов е български автор на книги в областта на езотериката, себепознанието и мистицизма, известен като Елеазар Хараш.

## Биография
Роден е във Варна на 29 януари 1954 година. Израства в уединение сред семейство на глухонеми.
За връзката си с учението на Петър Дънов казва: „Учителя е Живото Присъствие в моя живот. Учителя е, в когото дишам и живея и който ме научи, че Любовта е всякога победа, че Любовта е свещената стихия на живота, че Любовта е пречистият поток от живот и че Любовта е изпълнението на всички закони“.
След промените през 1989 година под псевдонима Елеазар Хараш започва да изнася лекции в редица градове като София, Варна, Бургас, Русе и Търново. Паралелно с това издава книги за така нареченото от него духовно развитие, християнство, богомилите, както и множество лекции за Египет, Атлантида, Древна Индия, „учението на толтеките“, суфизма и Лао Дзъ.
От 2016 година започва поредица от видео интервюта в сайта за „духовно развитие и себепознание“ – „Портал12“.
Основател е на фондация „Елеазар Хараш" – българска неправителствена организация.

### Книги
- Тот Древният.   Варна, Светът на книгите, 2022. ISBN 9786197449891.
- Дао: Древният път.   Варна, Светът на книгите, 2021. ISBN 9786199085561.
- Формулите – свещени ключове.   Варна, Светът на книгите, 2018. ISBN 9786197449099.
- Сияещият Зикр.   Варна, Светът на книгите, 2021. ISBN 9786197449754.
- Ахарама Мордот ин Махария: Съкровеномъдрието на Старците.   Логос, 2011. ISBN 9789549734430.

### Съставени по негови трудове
- Книга за свободата.   Варна, Портал12, 2021. ISBN 9786199075388.

### Съставител
- Египетски афоризми и магия.   Варна, Светът на книгите, 2021. ISBN 9786197449723.
- Тайните на друидите.   Варна, Светът на книгите, 2021. ISBN 9786197449716.
- В храма на учителя.   Варна, Светът на книгите, 2019. ISBN 9786197449372.